# 连城白鸭
连城白鸭原称白鹜鸭，黑嘴鸭，是原产于福建省连城县的家鸭品种，为蛋肉兼用鸭种。连城白鸭是中国唯一的药用鸭，有鸭中国粹的美誉。曾先后被列入国家级畜禽遗传资源保护名录、《中国家禽品种志》和《福建省畜禽品种志》等。连城白鸭为中国地理标志产品。
连城白鸭在清朝即为贡品，肉质鲜嫩，汤味清醇，无腥味，不油腻，味美性佳，必备珍馐。
连城白鸭全身羽毛为白色，脚丫和头部却乌黑如炭。黑白分明，形态可掬，故当地又称“黑头鸭”。
清代《十药神书》记载，连城白鸭可治咯血和虚痨等症。富含人体必需的18种氨基酸和10种微量元素，其中谷氨酸含量高达28.71％，铁锌含量比普通鸭高1.5倍，胆固醇含量特别低；连城白鸭的最独特处是它的药用价值，无论食肉还是喝汤，都可达到清热解毒、滋阴补肾、祛痰开窍、宁心安神、开胃健脾的功效，当地民间一直沿用白鸭纯汤治疗小儿麻疹、肝炎、无名低热高烧和痢疾等病症。饲养时间越长，药效越好，长期食用，强身健体，祛病益寿，无论春夏秋冬，都是食补食疗的首选食品。当地有首童谣：“黑头鸭，水中游；唯一药用拔头筹；皇帝吃了不发愁。”
白鹜鸭是政府2000年前的提法，因为鹜和鸭的意思相同，现在统称连城白鸭。